# استفانی اوکرکه لینوس
استفانی اوکرکه لینوس ‎i‎//‎ ‎i‎//‎ (متولد با نام استفانی اونیکاچی اوکرکه؛ ۲ اکتبر 1982) بازیگر، کارگردان سینما و مدل نیجریه ای است. او چندین جایزه و نامزدی را برای کار خود به عنوان بازیگر دریافت کرده‌است، از جمله جایزه Reel 2003 برای بهترین بازیگر زن، جایزه Afro Hollywood برای بهترین بازیگر زن در سال ۲۰۰۶، و سه نامزدی برای بهترین بازیگر نقش اول زن در آکادمی فیلم آفریقا در سال ۲۰۰۵. ، ۲۰۰۹ و 2010. او همچنین در سال ۲۰۱۱ نامزد مسابقه زیبایی زیباترین دختر نیجریه در سال ۲۰۰۲ شد، از وی توسط دولت نیجریه با افتخار ملی با عنوان عضوی از نظم جمهوری فدرال تجلیل شد.
اوکرکه در آوریل ۲۰۰۵، در مسیر مراسم رسیدن به مراسم آکادمی فیلم آفریقایی که در یناگوا، ایالت بایلسا، نیجریه برگزار می‌شد در یک تصادف رانندگی شدید درگیر شد که باعث سوختگی و شکستگی پای او شد.
در آوریل ۲۰۱۲ اوکرکه با لینوس آیداهوسا در پاریس، فرانسه، در یک مراسم عروسی خصوصی که با حضور اعضای خانواده او و تعداد زیادی از بازیگران زن و هنرپیشه نالیوود برگزار شد، ازدواج کرد. اولین پسر آنها ماکسول انوساتا لینوس در اکتبر ۲۰۱۵ به دنیا آمد. آنها هفت سال پس از اولین پسرشان در ماه می ۲۰۲۲ به دومین پسرشان خوش آمد گفتند.